# Surya Bahadur Thapa
Surya Bahadur Thapa (język nepalski  सूर्य बहादुर थापा; ur. 21 marca 1928, zm. 15 kwietnia 2015) – nepalski polityk, pięciokrotny premier Nepalu.
Karierę polityczną zaczynał pod koniec lat 50. XX wieku jako deputowany do Zgromadzenia Narodowego i przewodniczący Rady Doradczej. W latach 1963–1964 po raz pierwszy piastował funkcję premiera, pełniąc ją raz jeszcze w okresie monarchii absolutnej w latach 1965–1969. Był lojalny wobec króla Mahendry Bir Bikrama Shah Deva. Następnie  za panowania Birendry Bir Bikrama Shah Deva był premierem jeszcze dwukrotnie w latach 1979–1983 i 1997–1998. Piąty raz funkcję premiera piastował za panowania Gyanendry Bir Bikrama Shah Deva w latach 2003–2004. Był również założycielem i liderem Narodowej Partii Demokratycznej (Rastriya Prajatantra Party).

## Źródła
- Surya Bahadur Thapa (1928-2015). nepalitimes.com. [dostęp 2016-02-10]. (ang.).